# Hauterive (Yonne)
Hauterive es una localidad y comuna francesa situada en la región de Borgoña, departamento de Yonne, en el distrito de Auxerre y cantón de Seignelay.

## Demografía
| 219 | 284 | 265 | 308 | 430 | 440 | 441 | 438 | 435 | 427 | 402 | 415 | 353 | 343 | 349 | 317 | 298 | 305 | 311 | 262 | 258 | 265 | 246 | 270 | 251 | 288 | 249 | 252 | 285 | 252 | 300 | 347 | 416 |
| Para los censos de 1962 a 1999 la población legal corresponde a la población sin duplicidades (Fuente: INSEE [Consultar]) |     |     |     |     |     |     |     |     |     |     |     |     |     |     |     |     |     |     |     |     |     |     |     |     |     |     |     |     |     |     |     |     |

Gráfico de evolución demográfica de la comuna desde 1793 hasta 2006